# Uwe Ampler
Uwe Ampler (Zerbst (Anhalt), 1964. október 11. –) német kerékpárversenyző. Édesapja Klaus Ampler. Az 1988. évi nyári olimpiai játékokon a férfi csapat időfutamban Mario Kummer, Maik Landsmann-nal és Jan Schurral együtt aranyérmet nyert.